# Reggente del Tibet
I reggenti del Tibet, desi in tibetano, sono i reggenti che dopo il V Dalai Lama nel 1640, fino al 1951 hanno diretto (con alcune cesure) il governo del Tibet nei periodi delle reincarnazioni dei Dalai Lama, e prima che sia scoperta la nuova reincarnazione, o prima che il Dalai Lama abbia l'età per governare.

## Lista di reggenti
- 1678 - 1703: Desi Sangye Gyatso (1653–1705)
- Reting Rinpoche
- 1791 - 1811: Taktra Rinpoche